# 레게 강 같은 평화
레게 강 같은 평화는 대한민국의 2인조 힙합 듀오 그룹이다. 줄여서 레강평이라고도 한다.
'레게 강 같은 평화'라는 그룹명은 2018년 7월 3일 SBS 파워FM 《두시탈출 컬투쇼》에 스페셜 DJ로 출연한 하하가 목요일 코너인 컬투 작명소에서 '스컬&하하'라는 그룹명을 새롭게 바꾸고 싶다고 제안했다. 그렇게 7월 5일 한번 더 스페셜 DJ로 출연했고 스컬과 함께 그룹명을 실시간으로 받아 결정하기로 했다. 그래서 7월 3일 ~ 7월 5일 동안 컬투쇼 홈페이지와 인스타그램 등을 통해 그룹명을 신청해서 받은 결과 여러 그룹명 신청 중에 방송에 바로 결정을 하지 않기로 했고 방송에는 다른 그룹명이 1위로 선정되었지만 그 중 예시로 된 그룹명이 바로 먼저 나왔던 '레게 강 같은 평화'로 결정되었다.
새로운 그룹명 레게 강 같은 평화 공식 활동은 2018년 7월 26일에 시작되었다.

## 구성원
| 이름 | 사진 | 소개 |
| ---- | ---- | --- |
| 스컬 |      | - 본명 : 조성진 (趙誠振) - 생년월일 : 1979년 11월 2일(45세) - 출생지 : 대한민국 서울특별시 - 활동기간 : 2018년 7월 26일 ~ 현재 |
| 하하 |      | - 본명 : 하동훈 (河洞勳) - 생년월일 : 1979년 8월 20일(45세) - 출생지 : 독일 슈투트가르트 - 활동기간 : 2018년 7월 26일 ~ 현재   |